# 四台子駅
四台子駅（したいしえき）は中華人民共和国遼寧省丹東市鳳城市にある、中国鉄路総公司（CR）瀋丹線の駅。瀋陽駅から208km、丹東駅から62kmの位置にある。瀋陽鉄道局所属の駅に設定されている。

## 駅周辺
- 鳳城市蚕業協会

## 隣の駅
中国国鉄
瀋丹線
袁家堡駅 - 四台子駅 - 二台子駅